# Contribución excepcional sobre beneficios extraordinarios
La Contribución excepcional sobre beneficios extraordinarios fue un gravamen creado en España por el gobierno de Francisco Franco en enero de 1939, en el último periodo de la Guerra civil española, que sometía a tributación las ganancias calificadas de extraordinarias que se hubieran obtenido o pudieran obtenerse durante la guerra o como consecuencia de ella.
Esta contribución fue aprobada por la Ley de Francisco Franco, dada en Burgos a 5 de enero de 1939. Este gravamen replicó la figura de "la contribución sobre beneficios extraordinarios" que se había creado en la zona republicana en 1937 y que no llegó a cobrarse con regularidad.

## Ámbito temporal
El gravamen se instauró en enero de 1939, pero se exigió de forma retroactiva para todos los beneficios obtenidos desde el comienzo de la guerra civil. 
Se derogó el 30 de diciembre de 1939, con José Larraz como ministro de Hacienda, pero en 1941, después de acceder al ministerio Joaquín Benjumea Burín,  se reinstauró por Ley de 17 de octubre de 1941 y con efectos desde 1940. En septiembre de 1943, Benjumea presentó en las Cortes el proyecto para la supresión definitiva de este impuesto.

## Sujeto pasivo
El sujeto pasivo del impuesto eran las personas naturales y jurídicas, sin distinción de nacionalidad, que hubiera realizado en España negocios industriales o mercantiles, cualquiera que sea el carácter con que hubiera intervenido.

## Beneficios extraordinarios
La Ley consideraba beneficios extraordinarios:
- En el caso de contribuyentes continuadores de negocios mercantiles industriales, se consideraban extraordinarios los que excedieran del promedio de los obtenidos en el trienio inmediatamente anterior al dieciocho de julio de mil novecientos treinta y seis (Fecha de inicio de la guerra civil).
- Cuando se tratse de contribuyentes que hubiesen iniciado su actividad después de la fecha señalada anteriormente, se consideraban extraordinarios los que excedieran del siete por ciento del capital empleado en los respectivos negocios.
- Si no se ejercía ninguna actividad industrial o mercantil, se consideraban extraordinarios la totalidad de los beneficios obtenidos.

## Gravamen
El tipo de gravamen oscilaba entre el 40 y el 80% del beneficio obtenido. Aunque en casos menores se quedaba en el 30%.

## Recaudación
La recaudación obtenida por este impuesto se estima en unos 83.000.000 de pesetas (498.840,04€). La instauración del de este gravamen no la realizó el gobierno franquista hasta enero de 1939, cuando ya se vislumbraba la victoria franquista. Alguno de los ideólogos económicos del franquismo como Higinio París, secretario del Consejo de Economía Nacional, abogaron por una instauración del impuesto en un momento más temprano de la guerra. 
París en un informe realizado para Franco en 1940, afirmaba que un determinado porcentaje de la población había mejorado extrraordinariamente durante el conflicto mientras la gran mayoría había sufrido un grave empeoramiento de su situación económica y que esto se podía haber evitado, con un severo control de los beneficios de las empresas e impuestos extraordinarios y calificaba de insignificante la recaudación obtenida de 83 millones de pesetas.
No se conocen las causas certeras por las que no se implantó antes este gravamen. Se citan como posible origen el desorden de la organización tributaria así como el deseo del gobierno de no causar molestias a la clase empresarial que constituía uno de sus principales apoyos.
Otros asesores económicos como Olegario Fernández Baños, sin embargo, sí eran partidarios de implantar este gravamen en la posguerra, con el fin de que sirviera como medio de financiación de la reconstrucción nacional.